# بیس چاق و گنده
 «بیس چاق و گنده» آهنگی است که توسط خواننده آمریکایی، بریتنی اسپیرز برای هفتمین آلبوم استودیویی خود زن افسونگر(۲۰۱۱) ضبط شده‌است. این آهنگ با سبک هاوس توسط ویل.آی.ام به عنوان جشن به بیس و تأثیر آن بر موسیقی باشگاه نوشته و ساخته شده‌است. این آهنگ حاوی استعاره جنسیتی دو نفره است که توسط اسپیرز ساخته شده‌است. بیس چاق و گنده نظرات مثبتی را از منتقدین موسیقی معاصر را دریافت کرد، که آن را به عنوان یک ضربه فوری رادیویی و باشگاهی قلمداد می‌کردند، و همچنین آن را یکی از برترین اثر در این آلبوم قلمداد می‌کردند. با این حال، چند بررسی آن را یک همکاری ناگوار با ویل. آی. ام دانستند و آوازهای سنگین پردازش شده اسپیرز را رد کردند.
اسپیرز همچنین این ترانه را در تور زن افسونگر (۲۰۱۱) اجرا کرد.

## عملکرد نمودار
| نمودار (۲۰۱۱)                                             | اوج موفقیت |
| --------------------------------------------------------- | ---------- |
| نمودار بین‌المللی گائون کره جنوبی                          | ۳۱         |
| رقص داغ بیلبورد ایالات متحده / آهنگ‌های دیجیتال الکترونیکی | ۱۸         |